# Kathryn Hahn
Kathryn Marie Hahn (Westchester, Illinois, 23 de julio de 1973) es una actriz, actriz de voz y comediante estadounidense. Comenzó su carrera en televisión interpretando a la consejera de duelo Lily Lebowski en la serie de drama criminal de la NBC Crossing Jordan (2001-2007). Hahn pasó a aparecer como actriz de reparto en varias películas de comedia, como How to Lose a Guy in 10 Days (2003), Anchorman: The Legend of Ron Burgundy (2004), Step Brothers (2008), The Goods: Live Hard, Sell Hard (2009), Our Idiot Brother (2011), We're the Millers (2013) y The Secret Life of Walter Mitty (2013).
Como actriz principal de cine, Hahn protagonizó la comedia dramática de 2013 Afternoon Delight, dirigida por Joey Soloway, la película de comedia Bad Moms (2016) y su secuela, A Bad Moms Christmas (2017) y el drama de 2018 Private Life, dirigido por Tamara Jenkins. Por este último, recibió elogios de la crítica y una nominación al premio Gotham como mejor actriz. Ha aparecido en varias películas dramáticas, como Revolutionary Road (2008), This Is Where I Leave You (2014), Tomorrowland (2015), The Visit (2015) y Captain Fantastic (2016), por la que la recibió su primera nominación en los Premios del Sindicato de Actores. Prestó su voz al Doctor Octopus en la película animada de superhéroes Spider-Man: Into the Spider-Verse (2018), aclamada por la crítica.
En televisión, Hahn apareció en un papel invitado recurrente en la comedia de situación de NBC Parks and Recreation (2012-2015), por la que recibió una nominación en los Premios de la Crítica Televisiva como mejor artista invitada en una serie de comedia, protagonizó la serie de comedia dramática de Amazon Prime Video Transparent (2014-2019), por la que recibió una nominación para un premio Primetime Emmy a la mejor actriz de reparto en una serie de comedia. Hahn también protagonizó la serie de comedia de Amazon Prime Video I Love Dick (2016-2017), la miniserie de comedia de HBO Mrs. Fletcher (2019) y la miniserie de drama de HBO I Know This Much Is True (2020). Desde 2020, Hahn ha dado voz a Paige Hunter en la serie de comedia musical animada de Apple TV+ Central Park y ha interpretado a Agatha Harkness en la serie de televisión de Disney+ WandaVision (2021), por la que recibió elogios de la crítica y una nominación al Primetime Emmy Award a la mejor actriz de reparto en una miniserie o película. Además, protagonizó su secuela Agatha All Along (2024).

## Primeros años
Hahn nació en Westchester, Illinois. Se crio en Cleveland, Ohio, en una familia de ascendencia alemana, irlandesa y británica. Asistió a la escuela católica St. Ann en Cleveland Heights y Beaumont School. Fue a la Northwestern University, donde obtuvo una licenciatura en teatro antes de asistir a la escuela de Drama de la Universidad de Yale. Entre sus papeles más destacados en el teatro están el de Sally Bowles en el musical Cabaret y el de Célimène en The Misanthrope.

## Carrera

### 1999-2012: Comienzos como actriz

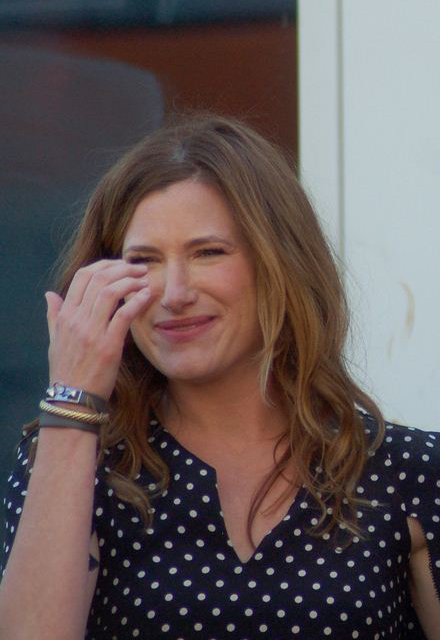
Hahn en Los Ángeles en 2012.

La primera aparición de Hahn en cualquier programa de televisión fue Hickory Hideout, un espectáculo de marionetas local para niños para la estación WKYC en Cleveland, entonces propiedad y operada por NBC. (En el momento de su cancelación, Hickory Hideout se estaba transmitiendo en todas las estaciones de O&O de NBC). Mientras asistía a un festival, le presentaron al creador y productor Tim Kring. Hahn impresionó a Kring tan favorablemente que creó el personaje de Lily Lebowski en Crossing Jordan específicamente para ella. La serie se emitió de 2001 a 2007. Hahn ha dicho sobre su encuentro con Kring: «NBC y Tim Kring dieron un gran salto de fe al elegirme. Trabajar en un programa que estaba en producción y programado es un golpe de suerte increíble». El 21 de octubre de 2008, TV Guide informó que Hahn había firmado un contrato de participación de talentos con Fox.
En 2003, Hahn apareció en un papel secundario junto a Kate Hudson y Matthew McConaughey en la película de comedia romántica How to Lose a Guy in 10 Days. Al año siguiente apareció en Win a Date with Tad Hamilton!, Anchorman: The Legend of Ron Burgundy, Around the Bend y Wake Up, Ron Burgundy: The Lost Movie. Más tarde tuvo más papeles secundarios en películas, incluida la comedia dramática romántica de 2005 A Lot Like Love, protagonizada por Ashton Kutcher y Amanda Peet; The Holiday (2006) con Cameron Diaz; el drama de aventuras de ciencia ficción The Last Mimzy (2007) junto a Rainn Wilson; Step Brothers (2008); Revolutionary Road (2008) protagonizada por Leonardo DiCaprio y Kate Winslet; y The Goods: Live Hard, Sell Hard (2009), How Do You Know (2010), Our Idiot Brother (2011) y Wanderlust (2012).
En televisión, Hahn actuó junto a Hank Azaria en la breve serie de comedia de NBC Free Agents, una nueva versión de 2011 de la serie británica del mismo nombre. Tuvo papeles recurrentes en los programas Hung y Girls de HBO. De 2012 a 2015, recibió elogios por su papel recurrente en la serie de comedia de NBC Parks and Recreation como Jennifer Barkley, la directora de campaña del oponente de Leslie Knope (Amy Poehler), Bobby Newport (Paul Rudd). (Anteriormente había coprotagonizado con Rudd en Our Idiot Brother y How Do You Know y Wanderlust).
Recibió una nominación en los Premios de la Crítica Televisiva en el 2012 como Mejor artista invitada en una serie de comedia por su actuación en Parks and Recreation.

### 2013-2017: Avance cinematográfico y televisivo
En 2013, Hahn interpretó su primer papel principal, en la película de comedia dramática Afternoon Delight, que fue escrita y dirigida por Joey Soloway. La película se estrenó en el Festival de Cine de Sundance de 2013. Por su papel, fue nominada al premio Gotham Independent Film Award como actor revelación. Más tarde, ese mismo año, Hahn apareció junto a Jennifer Aniston (su coprotagonista en Wanderlust) en el éxito de taquilla We're the Millers y coprotagonizó junto a Ben Stiller y Kristen Wiig en The Secret Life of Walter Mitty. En 2014, protagonizó la película de comedia Bad Words junto a Jason Bateman, el conjunto de comedia dramática This Is Where I Leave You y She's Funny That Way de Peter Bogdanovich junto a Owen Wilson.

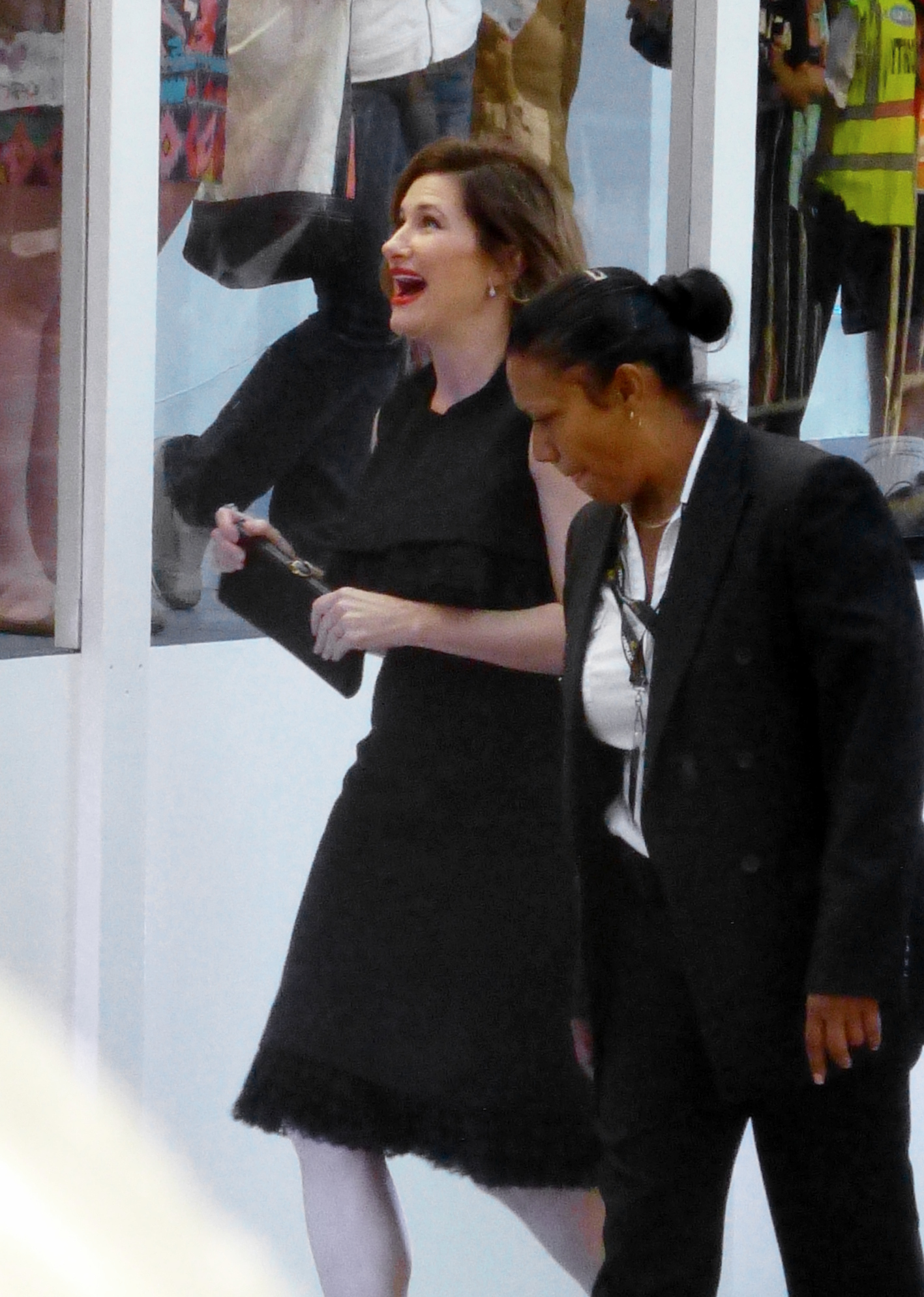
Hahn en el estreno de This Is Where I Leave You en 2014.

En 2014, Hahn fue elegida como la rabino Raquel Fein en la comedia dramática oscura aclamada por la crítica de Amazon Studios Transparent, cuyo creador, Joey Soloway, la había dirigido en Afternoon Delight. Recibió una nominación al Emmy a la Mejor actriz de reparto en una serie de comedia (2017), así como una nominación al premio del Sindicato de Actores junto con el elenco. En 2015 actuó junto a Steve Coogan en la comedia dramática de Showtime Happyish, pero el programa fue cancelado después de una sola temporada. Ese año, Hahn coprotagonizó junto a George Clooney y Hugh Laurie en la película de aventuras de ciencia ficción Tomorrowland, y protagonizó el éxito de taquilla de terror The Visit.
En 2016, Hahn apareció junto a Viggo Mortensen en la película dramática Captain Fantastic, y protagonizó junto a Mila Kunis, Christina Applegate, Kristen Bell y Jada Pinkett Smith en la película de comedia Bad Moms. Kate Erbland de IndieWire le dio a la película una B–, señalando que «cuenta con algunos buenos chistes, pero la reveladora actuación de Hahn es la gran atracción». La película ganó más de $183,9 millones con un presupuesto de $20 millones. Luego apareció en la serie de comedia de Amazon I Love Dick', basada en la novela del mismo nombre de Chris Kraus y dirigida por Joey Soloway. Se estrenó el 19 de agosto de 2016.
Tras el éxito financiero de Bad Moms, STX Entertainment dio luz verde a una secuela titulada A Bad Moms Christmas. La secuela ganó más de $130 millones con un presupuesto de $28 millones.

### 2018-presente: Enfoque en la televisión
En 2018, Hahn protagonizó la película dramática Private Life, dirigida por Tamara Jenkins. Recibió elogios de la crítica por su actuación. También comenzó a aparecer en comerciales de televisión de Chrysler. El mismo año, Hahn tuvo papeles de voz en dos películas animadas de Sony Pictures Animation. Primero, Hahn proporcionó la voz del personaje Ericka Van Helsing en la comedia Hotel Transylvania 3: Summer Vacation. En segundo lugar, Hahn tuvo un papel de voz en la película Spider-Man: Into the Spider-Verse, como una versión femenina del Doctor Octopus, llamada Olivia Octavius. En 2019, Hahn protagonizó y produjo la miniserie de comedia de HBO Mrs. Fletcher. La actuación de Hahn como la protagonista Eve Fletcher recibió elogios de la crítica.

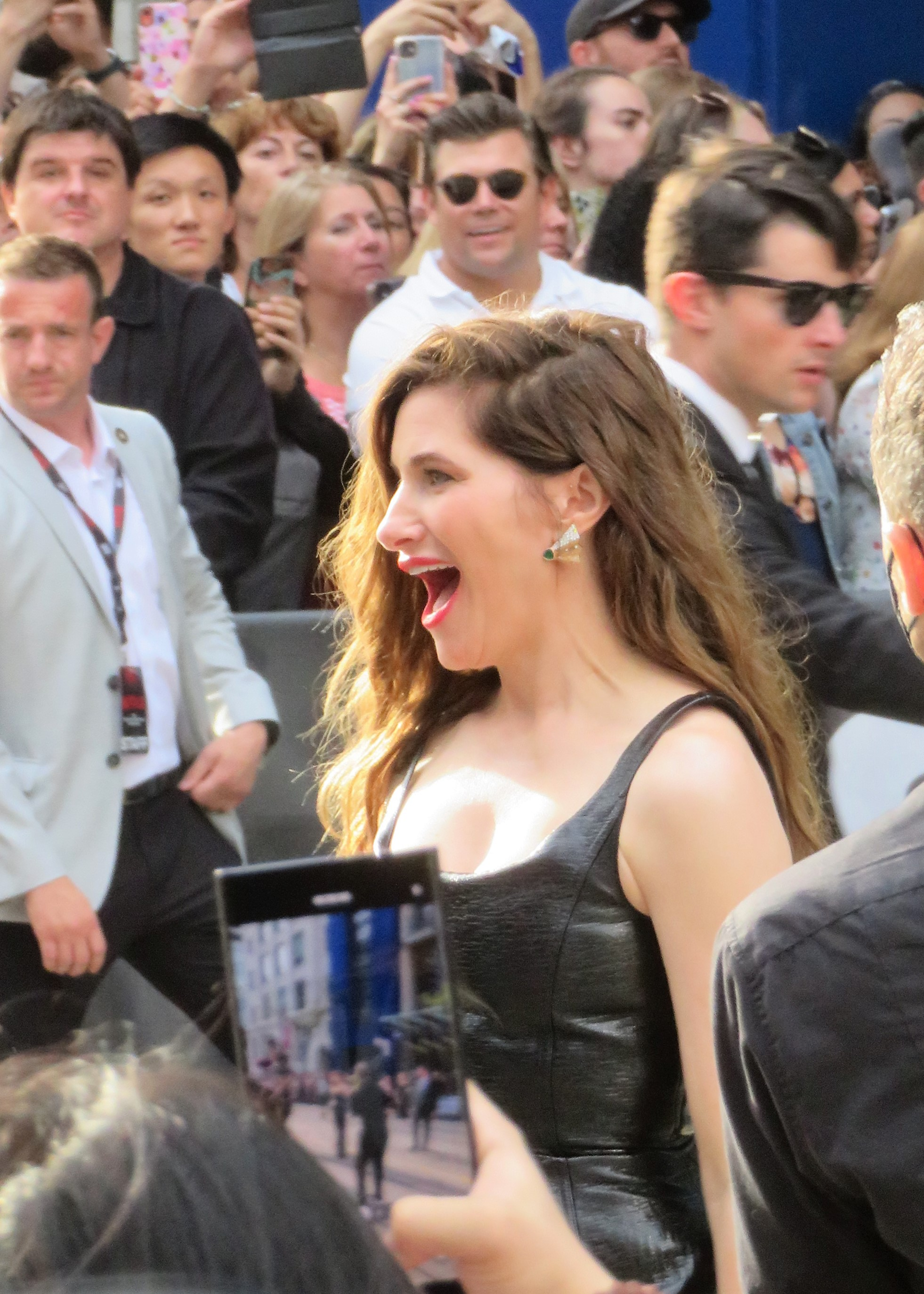
Hahn en el estreno de Glass Onion: A Knives Out Mystery en 2022.

En 2020, Hahn protagonizó la miniserie dramática de HBO I Know This Much Is True, basada en la novela del mismo nombre de Wally Lamb junto a Mark Ruffalo. Ese mismo año, Hahn comenzó a dar voz a Paige Hunter en la serie de comedia musical animada de Apple TV+ Central Park. Apple Inc. había dado un pedido de dos temporadas a Central Park, y cada temporada consistía en trece episodios. En 2021, Hahn se unió al Universo Cinematográfico de Marvel al protagonizar la serie limitada de Disney+ WandaVision como Agnes, una misteriosa «vecina entrometida», que luego se reveló como Agatha Harkness. En noviembre del mismo año se entreno la  miniserie de Apple TV+, The Shrink Next Door, que Hahn protagoniza junto con Paul Rudd y Will Ferrell. Interpretó a Jo Polniaczek en el segmento basado en la serie The Facts of Life de la tercera edición de Live in Front of a Studio Audience el 7 de diciembre de 2021. En 2022, protagonizo la película Glass Onion: A Knives Out Mystery, secuela de la cinta de 2019, Knives Out. Hahn logro su papel tras tener varias llamadas de Zoom con el directo de la cinta, Rian Johnson.
En octubre de 2021, se reveló que se estaba desarrollando una serie derivada de WandaVision, con un estilo de "comedia oscura", con Hahn regresando para repetir su papel de Agatha Harkness junto con Jac Schaeffer como escritora y productora ejecutiva. La cual fue muy bien recibida por las críticas. Recientemente Interpretó a Maya en The Studio de Apple TV. 

## Vida privada
Kathryn Hahn se casó con Ethan Sandler el 3 de enero de 2002. La pareja reside en Los Ángeles y tienen dos hijos, un niño, Leonard (nacido el 8 de octubre de 2006), y una niña, Mae (nacida el 27 de julio de 2009). El embarazo de Leonard fue incorporado a la historia de Crossing Jordan, con Sandler interpretando al padre del bebé.

## Filmografía

### Cine
| Año  | Título                                | Papel                                 | Notas |
| ---- | ------------------------------------- | ------------------------------------- | ----- |
| 1999 | Flushed                               |                                       |       |
| 2003 | How to Lose a Guy in 10 Days          | Michelle Rueben                       |       |
| 2004 | Win a Date with Tad Hamilton!         | Angelica                              |       |
| 2004 | Anchorman: The Legend of Ron Burgundy | Helen                                 |       |
| 2004 | Around the Bend                       | Sarah                                 |       |
| 2004 | Wake Up, Ron Burgundy: The Lost Movie | Helen                                 |       |
| 2005 | A Lot Like Love                       | Michelle                              |       |
| 2006 | The Holiday                           | Bristol                               |       |
| 2007 | The Last Mimzy                        | Naomi Schwartz                        |       |
| 2008 | Step Brothers                         | Alice Huff                            |       |
| 2008 | Revolutionary Road                    | Milly Campbell                        |       |
| 2009 | The Goods: Live Hard, Sell Hard       | Babs Merrick                          |       |
| 2010 | How Do You Know                       | Annie                                 |       |
| 2011 | Our Idiot Brother                     | Janet                                 |       |
| 2012 | Wanderlust                            | Karen                                 |       |
| 2012 | The Dictator                          | Mujer embarazada                      |       |
| 2013 | Afternoon Delight                     | Rachel                                |       |
| 2013 | We're the Millers                     | Edie Fitzgerald                       |       |
| 2013 | Bad Words                             | Jenny Widgeon                         |       |
| 2013 | The Secret Life of Walter Mitty       | Odessa Mitty                          |       |
| 2014 | This Is Where I Leave You             | Annie Altman                          |       |
| 2014 | Dark Around the Stars                 | Judith                                |       |
| 2014 | D-Train                               | Stacey                                |       |
| 2015 | Tomorrowland                          | Ursula                                |       |
| 2015 | Len and Company                       | Isabelle                              |       |
| 2015 | She's Funny That Way                  | Delta Simmons                         |       |
| 2015 | The Visit                             | Paula Jamieson                        |       |
| 2016 | Bad Moms                              | Carla Dunkler                         |       |
| 2017 | Flower                                | Laurie                                |       |
| 2017 | A Bad Moms Christmas                  | Carla Dunkler                         |       |
| 2018 | Private Life                          | Rachel Biegler                        |       |
| 2018 | Hotel Transylvania 3: Summer Vacation | Ericka Van Helsing                    | Voz   |
| 2018 | Spider-Man: Into the Spider-Verse     | Olivia «Liv» Octavius/Doctora Octopus | Voz   |
| 2021 | Hotel Transylvania 4: Transformania   | Ericka Van Helsing                    | Voz   |
| 2022 | Glass Onion: A Knives Out Mistery     | Claire Debella                        |       |

### Televisión
| Año       | Título                                   | Papel                 | Notas                                                       |
| --------- | ---------------------------------------- | --------------------- | ----------------------------------------------------------- |
| 2001-2007 | Crossing Jordan                          | Lily Lebowski         | Elenco principal                                            |
| 2006      | Four Kings                               | Sharon                | 2 episodios                                                 |
| 2010      | Hung                                     | Claire                | 3 episodios                                                 |
| 2011      | Funny or Die Presents                    | Huntress              | 2 episodios                                                 |
| 2011      | Traffic Light                            | Kate                  | 2 episodios                                                 |
| 2011      | Mad Love                                 | Linda Clay            | Episodio: «Friends»                                         |
| 2011      | Free Agents                              | Helen                 | Elenco principal                                            |
| 2012-2014 | Parks and Recreation                     | Jennifer Barkley      | 7 episodios                                                 |
| 2012      | Girls                                    | Katherine Lavoyt      | 4 episodios                                                 |
| 2012      | The Newsroom                             | Carrie                | Episodio: «I'll Try to Fix You»                             |
| 2012      | The Greatest Event in Television History | Greta Strauss         | Episodio: «Simon & Simon»                                   |
| 2012      | Childrens Hospital                       | Lamaze Teacher        | Episodio: «Childrens Lawspital»                             |
| 2012      | Robot Chicken                            |                       | Episodio: «Hemlock, Gin and Juice»                          |
| 2013-2014 | Kroll Show                               | Madre de Mikey        | 3 episodios                                                 |
| 2013      | NTSF:SD:SUV::                            | Marge                 | Episodio: «TGI Murder»                                      |
| 2013      | The Greatest Event in Television History | Sara Rush             | Episodio: «Too Close for Comfort»                           |
| 2014      | Bob's Burgers                            | Jessica (voz)         | Episodio: «Slumber Party»                                   |
| 2014      | Chozen                                   | Tracy Cullens (voz)   | Elenco principal                                            |
| 2014      | American Dad!                            | Luli (voz)            | Episodio: «Honey, I'm Homeland»                             |
| 2014      | Transparent                              | Raquel Fein           | 5 episodios                                                 |
| 2015      | Happyish                                 | Lee Payne             | Elenco principal                                            |
| 2015      | Last Week Tonight with John Oliver       | Esposa                | Episodio: «Daily Fantasy Sports»                            |
| 2015      | Comedy Bang! Bang!                       | Ella misma            | Episodio: «Kathryn Hahn Wears Ripped Jeans and Black Heels» |
| 2016      | Brooklyn Nine-Nine                       | Eleanor Horstweil     | Episodio: «Hostage Situation»                               |
| 2016-2017 | I Love Dick                              | Chris Kraus           | 8 episodios (también productora ejecutiva)                  |
| 2018      | The Romanovs                             | Anka                  | Episodio: «End of the Line»                                 |
| 2018      | Angie Tribeca                            | Susan                 | Episodio: «Air Force Two»                                   |
| 2019      | Mrs. Fletcher                            | Eve Fletcher          | Protagonista                                                |
| 2020      | I Know This Much Is True                 | Dessa Constantine     | Elenco principal                                            |
| 2020-2022 | Central Park                             | Paige Hunter (voz)    | Elenco principal                                            |
| 2020      | Make it Work!                            | Ella misma            | Especial de televisión                                      |
| 2021      | WandaVision                              | Agnes/Agatha Harkness | 9 episodios                                                 |
| 2021      | Marvel Studios: Assembled                | Ella misma            | Episodio: «Assembled: The Making of WandaVision»            |
| 2023      | Tiny Beautiful Things                    | Clare                 | 8 episodios, también productora ejecutiva                   |
| 2024      | Agatha All Along                         | Agatha Harkness       | 7 episodios                                                 |
| 2024      | What If...?                              | Agatha Harkness       | Episodio: «What If... Agatha Went to Hollywood?»            |
| 2025      | The Studio                               | Maya Mason            | 8 episodios                                                 |

### Teatro
| Año  | Título        | Rol    | Lugar del evento | Notas                              |
| ---- | ------------- | ------ | ---------------- | ---------------------------------- |
| 2008 | Boeing boeing | Gloria | Longacre Theatre | 19 de abril – 5 de octubre de 2008 |

### Discográfica
| Título             | Año  | Posición del gráfico de picos (US Digital Songs) | Álbum                                        | Ref.   |
| ------------------ | ---- | ------------------------------------------------ | -------------------------------------------- | ------ |
| «Agatha All Along» | 2021 | 36                                               | WandaVision: Episode 7 (Original Soundtrack) | [ 54 ] |

## Premios y nominaciones
| Año  | Asociación                                             | Categoría                                                                    | Trabaja                           | Resultado | Ref.          |
| ---- | ------------------------------------------------------ | ---------------------------------------------------------------------------- | --------------------------------- | --------- | ------------- |
| 2009 | Festival Internacional de Cine de Palm Springs         | Reparto del conjunto                                                         | Revolutionary Road                | Ganadora  | [ 55 ]        |
| 2012 | Premios de la Crítica Televisiva                       | Mejor artista invitada en una serie de comedia                               | Parks and Recreation              | Nominada  | [ 56 ]        |
| 2013 | Premios Gotham                                         | Actor revelación                                                             | Afternoon Delight                 | Nominada  | [ 57 ]        |
| 2016 | Premios del Sindicato de Actores                       | Mejor reparto de televisión                                                  | Transparent                       | Nominada  | [ 58 ]        |
| 2017 | Premios Primetime Emmy                                 | Mejor actriz de reparto en una serie de comedia                              | Transparent                       | Nominada  | [ 59 ]        |
| 2017 | Premios del Sindicato de Actores                       | Mejor reparto de televisión de comedia                                       | Captain Fantastic                 | Nominada  | [ 60 ] [ 61 ] |
| 2018 | Premios Satellite                                      | Mejor actriz de comedia o musical                                            | I Love Dick                       | Nominada  | [ 62 ]        |
| 2018 | Premios Gotham                                         | Mejor actriz                                                                 | Private Life                      | Nominada  | [ 63 ]        |
| 2018 | Círculo Femenino de Críticos de Cine de Estados Unidos | Mejor actriz de comedia                                                      | Private Life                      | Nominada  | [ 64 ]        |
| 2018 | Festival Internacional de Cine de San Diego            | Premio Fairbanks                                                             | El trabajo de la vida             | Ganadora  | [ 65 ]        |
| 2021 | MTV Movie & TV Awards                                  | Mejor villana                                                                | WandaVision                       | Ganadora  | [ 66 ]        |
| 2021 | MTV Movie & TV Awards                                  | Mejor pelea (compartido con Elizabeth Olsen)                                 | WandaVision                       | Ganadora  | [ 66 ]        |
| 2021 | Gold Derby TV Awards                                   | Mejor actriz de reparto en serie limitada                                    | WandaVision                       | Ganadora  | [ 67 ]        |
| 2021 | Dorian TV Awards                                       | Mejor actuación de reparto en una serie                                      | WandaVision                       | Ganadora  | [ 68 ]        |
| 2021 | Dorian TV Awards                                       | Mejor actuación musical en una serie                                         | WandaVision                       | Ganadora  | [ 68 ]        |
| 2021 | Dorian TV Awards                                       | Wilde Wit del año                                                            | -                                 | Nominada  | [ 68 ]        |
| 2021 | Hollywood Critics Association TV Awards                | Mejor actriz de reparto en una miniserie                                     | WandaVision                       | Ganadora  | [ 69 ]        |
| 2021 | Premios Primetime Emmy                                 | Mejor Actriz de Reparto en miniserie o película para televisión              | WandaVision                       | Nominada  | [ 70 ]        |
| 2021 | Online Film & Television Association Awards            | Mejor actriz de reparto en miniserie                                         | WandaVision                       | Ganadora  | [ 71 ]        |
| 2021 | People's Choice Awards                                 | Estrella de TV femenina                                                      | WandaVision                       | Nominada  | [ 72 ]        |
| 2023 | Premios de la Crítica Cinematográfica                  | Mejor reparto                                                                | Glass Onion: A Knives Out Mystery | Ganadora  | [ 73 ]        |
| 2023 | Premios Satellite                                      | Mejor reparto                                                                | Glass Onion: A Knives Out Mystery | Ganadora  | [ 74 ]        |
| 2023 | Premios Primetime Emmy                                 | Mejor actriz - Miniserie o telefilme                                         | Tiny Beautiful Things             | Nominada  | [ 75 ] [ 76 ] |
| 2023 | "An Irish Person" TV Awards                            | Mejor actriz principal en una miniserie o película                           | Tiny Beautiful Things             | Nominada  |               |
| 2024 | Astra Television Awards                                | Mejor actriz de miniserie o película en streaming                            | Tiny Beautiful Things             | Nominada  |               |
| 2024 | Premios del Sindicato de Actores                       | Mejor actriz en una miniserie o película para televisión                     | Tiny Beautiful Things             | Nominada  | [ 77 ]        |
|      |                                                        |                                                                              |                                   |           |               |
| 2025 | Golden Globes                                          | Mejor actuación de una actriz en una serie de televisión – Musical o Comedia | Agatha All Along                  | Nominada  | [ 78 ]        |